# Piscine Molitor

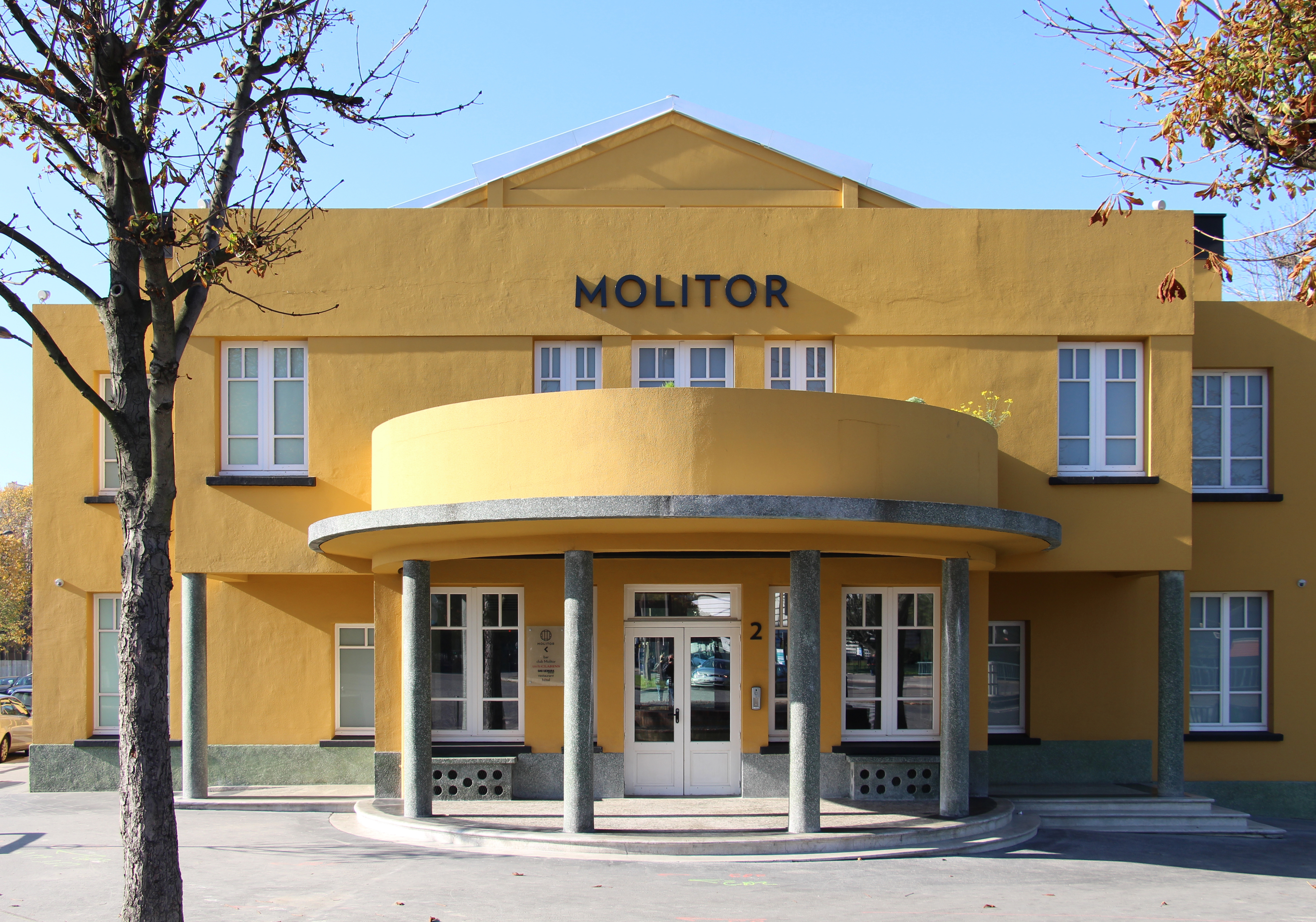
Buitengevel

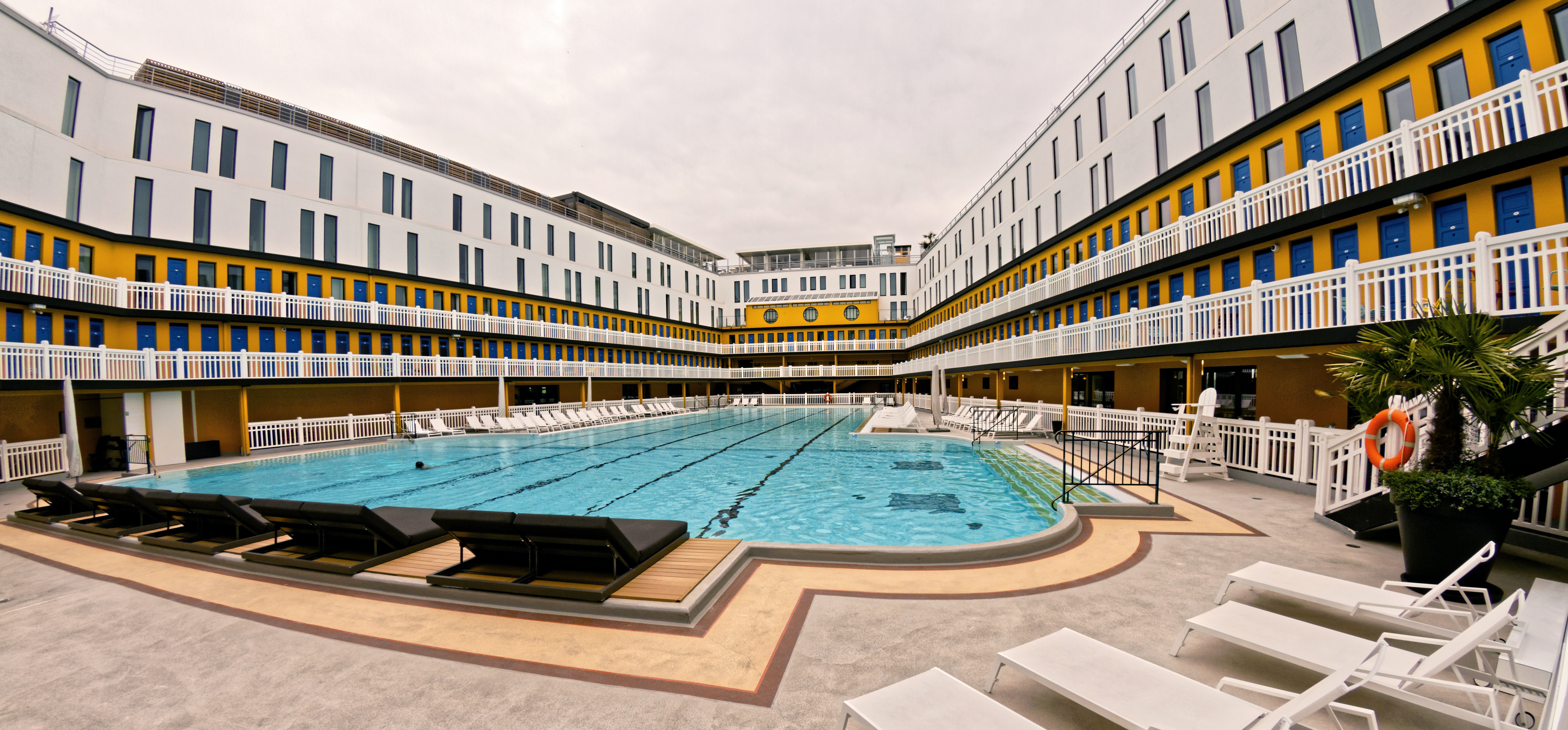
Buitenzwembad

Het Piscine Molitor is een zwembadcomplex in art-decostijl in het 16e arrondissement van Parijs.
Het complex werd geopend in 1929 en telt twee zwembaden, waarvan er een overdekt is. De bouwstijl refereert aan de grote pakketboten uit die tijd, met patrijspoorten en gangpaden op drie niveaus. Het is genoemd naar de nabij gelegen Porte Molitor.
Het was in het Piscine Molitor dat de bikini in 1946 aan het grote publiek werd voorgesteld.
Het zwembad werd in 2014 heropend na restauratie en maakt deel uit van een hotel.